# Meurtre de Karel Van Noppen

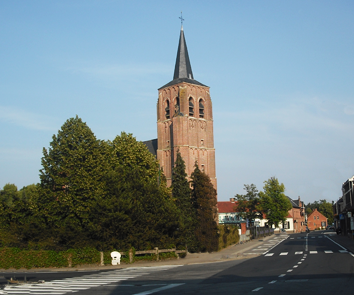
Vue moderne de Wechelderzande où le meurtre a eu lieu

Le meurtre de Karel Van Noppen était un assassinat très médiatisé d'un inspecteur gouvernemental du bétail en Belgique en 1995. Van Noppen avait enquêté sur des pratiques illégales d'agriculteurs et d'hommes d'affaires en Belgique et a été abattu par des assaillants devant sa maison dans le village de Wechelderzande dans la province d'Anvers. Un certain nombre de personnes liées à la fourniture illégale d'hormones de croissance au bétail ont été condamnées pour le meurtre.

## Mafia hormonale
L'utilisation d'hormones de croissance sur le bétail a le potentiel d'augmenter le profit par animal entre 10 et 100 %. Cependant, l’utilisation de ces hormones est interdite par l’Union européenne depuis 1989 et le crime organisé, motivé par les immenses bénéfices, s’installe dans ce secteur. C'était une préoccupation particulière en Belgique, où plusieurs inspecteurs du gouvernement avaient été menacés ou avaient tenté d'assassiner leur vie.

## Meurtre
En février 1995, Karel Van Noppen, 43 ans, qui enquêtait sur le phénomène, a été abattu devant sa porte d'entrée. Le meurtre a provoqué l'indignation dans toute la Belgique, avec une procession aux flambeaux dirigée par sa veuve en Flandre et des appels à enquêter et à mieux réglementer l'industrie du bétail. En 2002, un tribunal a condamné Albert Barrez, Carl de Schutter et Germain Daenen à 25 ans d'emprisonnement chacun pour leur rôle dans le meurtre, tandis qu'un autre homme, Alex Vercauteren, a été condamné à l'emprisonnement à perpétuité sans libération conditionnelle.

## Dans la culture populaire
Le drame policier belge Bullhead de 2011, réalisé par Michaël R. Roskam, avec Matthias Schoenaerts dans un rôle principal, est vaguement basé sur l'incident et la "mafia" des hormones.